# Nicholas Farrell
Nicholas Farrell (født Nicholas Frost i 1955) er en engelsk skuespiller. I Danmark er han særligt kendt fra tv-serien Matador, hvor han spiller den voksne, homoseksuelle Daniel Skjerns engelske ven, Jim Donaldson.